# Lehmisaari (ö i Saarijärvi Kalmarinselkä)
Lehmisaari är en ö i Finland. Den ligger i sjön Kalmarinselkä och i kommunen Saarijärvi i den ekonomiska regionen  Saarijärvi-Viitasaari och landskapet Mellersta Finland, i den centrala delen av landet, 290 km norr om huvudstaden Helsingfors. Öns area är 0,2 hektar och dess största längd är 90 meter i sydväst-nordöstlig riktning.